# 松本清張原作の映画一覧
松本清張原作の映画一覧（まつもとせいちょうげんさくのえいがいちらん）は、松本清張の原作による、映画作品の一覧・リストである。

## 映画一覧
- 順序は公開日順。

| 公開年月日                   | 映画タイトル                     | 原作                  | 配給       | 脚本                                | 監督       | 撮影       | 音楽                | 主な出演俳優                            | カラー   | その他備考                                      |
| ---------------------------- | -------------------------------- | --------------------- | ---------- | ----------------------------------- | ---------- | ---------- | ------------------- | --------------------------------------- | -------- | ----------------------------------------------- |
| 1957年 （昭和32年） 1月22日  | 顔                               | 顔                    | 松竹       | 井手雅人 瀬川昌治                   | 大曽根辰保 | 石本秀雄   | 黛敏郎              | 岡田茉莉子 大木実 笠智衆 宮城千賀子     | モノクロ | DVD化                                           |
| 1958年 （昭和33年） 1月15日  | 張込み                           | 張込み                | 松竹       | 橋本忍                              | 野村芳太郎 | 井上晴二   | 黛敏郎              | 宮口精二 菅井きん 大木実 高千穂ひづる   | モノクロ | キネマ旬報ベストテン第8位 DVD化                 |
| 1958年 （昭和33年） 10月15日 | 眼の壁                           | 眼の壁                | 松竹       | 高岩肇                              | 大庭秀雄   | 厚田雄春   | 池田正義            | 佐田啓二 鳳八千代 朝丘雪路 高野真二     | モノクロ | DVD化                                           |
| 1958年 （昭和33年） 10月22日 | 共犯者                           | 共犯者                | 大映       | 高岩肇                              | 田中重雄   | 渡辺公夫   | 古関裕而            | 根上淳 船越英二 高松英郎 叶順子         | モノクロ |                                                 |
| 1958年 （昭和33年） 10月22日 | 影なき声                         | 声                    | 日活       | 秋元隆太 佐治乾                     | 鈴木清順   | 永塚一栄   | 林光                | 二谷英明 南田洋子 高原駿雄 宍戸錠       | モノクロ |                                                 |
| 1958年 （昭和33年） 11月11日 | 点と線                           | 点と線                | 東映       | 井手雅人                            | 小林恒夫   | 藤井静     | 木下忠司            | 南廣 山形勲 高峰三枝子 加藤嘉           | カラー   | DVD化                                           |
| 1959年 （昭和34年） 9月27日  | かげろう絵図                     | かげろう絵図          | 大映       | 衣笠貞之助 犬塚稔                   | 衣笠貞之助 | 渡辺公夫   | 斎藤一郎            | 市川雷蔵 山本富士子 滝沢修 柳永二郎     | カラー   | DVD化                                           |
| 1959年 （昭和34年） 12月16日 | 危険な女                         | 地方紙を買う女        | 日活       | 原源一                              | 若杉光夫   | 井上莞     | 林光                | 渡辺美佐子 下元勉 芦田伸介 大滝秀治     | モノクロ |                                                 |
| 1960年 （昭和35年） 3月13日  | 黒い画集 あるサラリー マンの証言 | 証言                  | 東宝       | 橋本忍                              | 堀川弘通   | 中井朝一   | 池野成              | 小林桂樹 中北千枝子 平山瑛子 原知佐子   | モノクロ | キネマ旬報ベストテン第2位 DVD化                 |
| 1960年 （昭和35年） 10月30日 | 波の塔                           | 波の塔                | 松竹       | 沢村勉                              | 中村登     | 平瀬静雄   | 武満徹              | 南原宏治 有馬稲子 津川雅彦 桑野みゆき   | カラー   | DVD化                                           |
| 1960年 （昭和35年） 12月14日 | 黒い樹海                         | 黒い樹海              | 大映       | 長谷川公之 石松愛弘                 | 原田治夫   | 小林節雄   | 大森盛太郎          | 叶順子 水木麗子 藤巻潤 根上淳           | モノクロ |                                                 |
| 1961年 （昭和36年） 3月19日  | ゼロの焦点                       | ゼロの焦点            | 松竹       | 橋本忍 山田洋次                     | 野村芳太郎 | 川又昂     | 芥川也寸志          | 久我美子 高千穂ひづる 有馬稲子 南原宏治 | モノクロ | DVD化                                           |
| 1961年 （昭和36年） 6月17日  | 黒い画集 ある遭難                | 遭難                  | 東宝       | 石井輝男                            | 杉江敏男   | 黒田徳三   | 神津善行            | 伊藤久哉 和田孝 児玉清 香川京子         | モノクロ | DVD化                                           |
| 1961年 （昭和36年） 9月23日  | 黄色い風土                       | 黄色い風土            | ニュー東映 | 高岩肇                              | 石井輝男   | 星島一郎   | 木下忠司            | 鶴田浩二 丹波哲郎 佐久間良子 柳永二郎   | モノクロ |                                                 |
| 1961年 （昭和36年） 11月12日 | 黒い画集 第二話 寒流             | 寒流                  | 東宝       | 若尾徳平                            | 鈴木英夫   | 逢沢譲     | 斎藤一郎            | 池部良 荒木道子 吉岡恵子 新珠三千代     | モノクロ | DVD化                                           |
| 1962年 （昭和37年） 5月16日  | 考える葉                         | 考える葉              | 東映       | 棚田吾郎                            | 佐藤肇     | 仲沢半次郎 | 菊池俊輔            | 鶴田浩二 磯村みどり 江原真二郎 木村功   | モノクロ |                                                 |
| 1963年 （昭和38年） 1月27日  | 無宿人別帳                       | 無宿人別帳 佐渡流人行 | 松竹       | 小国英雄                            | 井上和男   | 堂脇博     | 池田正義            | 佐田啓二 岡田茉莉子 田村高廣 二本柳寛   | モノクロ | DVD化                                           |
| 1963年 （昭和38年） 2月17日  | 風の視線                         | 風の視線              | 松竹       | 楠田芳子                            | 川頭義郎   | 荒野諒一   | 木下忠司            | 園井啓介 岩下志麻 山内明 新珠三千代     | モノクロ | DVD化 原作の松本清張も出演                      |
| 1965年 （昭和40年） 1月23日  | 花実のない森                     | 花実のない森          | 大映       | 舟橋和郎                            | 富本壮吉   | 小原譲治   | 池野成              | 若尾文子 園井啓介 江波杏子 船越英二     | カラー   | DVD化                                           |
| 1965年 （昭和40年） 5月28日  | 霧の旗                           | 霧の旗                | 松竹       | 橋本忍                              | 山田洋次   | 高羽哲夫   | 佐藤勝              | 倍賞千恵子 露口茂 滝沢修 逢初夢子       | モノクロ | DVD化                                           |
| 1965年 （昭和40年） 9月5日   | けものみち                       | けものみち            | 東宝       | 白坂依志夫 須川栄三                 | 須川栄三   | 福沢康道   | 武満徹              | 池内淳子 森塚敏 池部良 小林桂樹         | モノクロ | DVD化                                           |
| 1969年 （昭和44年） 2月15日  | 愛のきずな                       | たづたづし            | 東宝       | 小川英 坪島孝                       | 坪島孝     | 内海正治   | 広瀬健次郎          | 藤田まこと 原知佐子 吉田優子 園まり     | カラー   | DVD化                                           |
| 1970年 （昭和45年） 6月6日   | 影の車                           | 潜在光景              | 松竹       | 橋本忍                              | 野村芳太郎 | 川又昴     | 芥川也寸志          | 加藤剛 岩下志麻 小川真由美 岩崎加根子   | カラー   | キネマ旬報ベストテン第7位 DVD化                 |
| 1971年 （昭和46年） 2月10日  | 内海の輪                         | 内海の輪              | 松竹       | 山田信夫 宮内婦貴子                 | 斎藤耕一   | 竹村博     | 服部克久            | 岩下志麻 中尾彬 三國連太郎 富永美沙子   | カラー   | DVD化                                           |
| 1972年 （昭和47年） 9月9日   | 黒の奔流                         | 種族同盟              | 松竹       | 国弘威雄 渡辺祐介                   | 渡辺祐介   | 小杉正雄   | 渡辺宙明            | 山﨑努 岡田茉莉子 谷口香 松村達雄       | カラー   | DVD化                                           |
| 1974年 （昭和49年） 10月19日 | 砂の器                           | 砂の器                | 松竹       | 橋本忍 山田洋次                     | 野村芳太郎 | 川又昂     | 菅野光亮 芥川也寸志 | 丹波哲郎 森田健作 加藤剛 加藤嘉         | カラー   | キネマ旬報ベストテン第2位 DVD化・Blu-ray Disc化 |
| 1975年 （昭和50年） 2月1日   | 告訴せず                         | 告訴せず              | 東宝       | 山田信夫                            | 堀川弘通   | 福沢康道   | 佐藤勝              | 青島幸男 江波杏子 渡辺文雄 樹木希林     | カラー   | DVD化                                           |
| 1975年 （昭和50年） 6月7日   | 球形の荒野                       | 球形の荒野            | 松竹       | 星川清司 貞永方久                   | 貞永方久   | 坂本典隆   | 佐藤勝              | 芦田伸介 乙羽信子 島田楊子 竹脇無我     | カラー   | DVD化                                           |
| 1977年 （昭和52年） 12月17日 | 霧の旗                           | 霧の旗                | 東宝       | 服部佳                              | 西河克己   | 前田米造   | 佐藤勝              | 山口百恵 三浦友和 関口宏 三國連太郎     | カラー   | DVD化                                           |
| 1978年 （昭和53年） 10月7日  | 鬼畜                             | 鬼畜                  | 松竹       | 井手雅人                            | 野村芳太郎 | 川又昂     | 芥川也寸志          | 岩下志麻 緒形拳 岩瀬浩規 蟹江敬三       | カラー   | キネマ旬報ベストテン第6位 DVD Blu-ray 化        |
| 1980年 （昭和55年） 6月28日  | わるいやつら                     | わるいやつら          | 松竹       | 井手雅人                            | 野村芳太郎 | 川又昂     | 芥川也寸志          | 片岡孝夫 松坂慶子 梶芽衣子 藤真利子     | カラー   | DVD化 松竹・霧プロダクション 第1回提携作品      |
| 1982年 （昭和57年） 9月18日  | 疑惑                             | 疑惑                  | 松竹       | 古田求 野村芳太郎                   | 野村芳太郎 | 川又昂     | 芥川也寸志          | 桃井かおり 岩下志麻 鹿賀丈史 柄本明     | カラー   | キネマ旬報ベストテン第4位 DVD Blu-ray 化        |
| 1983年 （昭和58年） 2月19日  | 天城越え                         | 天城越え              | 松竹       | 三村晴彦 加藤泰                     | 三村晴彦   | 羽方義昌   | 菅野光亮            | 渡瀬恒彦 田中裕子 平幹二朗 伊藤洋一     | カラー   | キネマ旬報ベストテン第8位 DVD化                 |
| 1983年 （昭和58年） 10月22日 | 迷走地図                         | 迷走地図              | 松竹       | 古田求 野村芳太郎                   | 野村芳太郎 | 川又昂     | 甲斐正人            | 勝新太郎 岩下志麻 松坂慶子 早乙女愛     | カラー   |                                                 |
| 1984年 （昭和59年） 4月14日  | 彩り河                           | 彩り河                | 松竹       | 三村晴彦 仲倉重郎 加藤泰 野村芳太郎 | 三村晴彦   | 花田三史   | 鏑木創              | 真田広之 名取裕子 平幹二朗 米倉斉加年   | カラー   | DVD化                                           |
| 2009年 （平成21年） 11月14日 | ゼロの焦点                       | ゼロの焦点            | 東宝       | 犬童一心 中園健司                   | 犬童一心   | 蔦井孝洋   | 上野耕路            | 広末涼子 中谷美紀 木村多江 西島秀俊     | カラー   | DVD化・Blu-ray Disc化                           |

## 映画化が検討された作品
- 黒地の絵

原作者が映画化を強く希望した作品。堀川弘通、熊井啓、森谷司郎らの監督が映画化の意向を示し、大藪郁子による脚本が作られた。また『デルス・ウザーラ』撮影後の黒澤明が関心を示し、原作者を訪問している。その後、原作者と野村芳太郎により設立された「霧プロダクション」は、同小説の映画化を目的としたプロダクションであった。古田求とブッカー・ブラッドショーの共作によるシナリオが書かれた（この時の留吉役候補として高倉健があがっていたという）。続いて、井手雅人によるシナリオが書かれた（留吉役としてビートたけしを想定）が、野村監督はこれを採り上げず、原作者の手により1984年に「霧プロダクション」は解散した。
- 熱い絹

霧プロダクション設立後、映画製作が構想され、原作者と野村芳太郎、松竹関係者によるロケハンが行われた。その後、再びシナリオハンティングが行われ、大野靖子による脚本が書かれた。山形佐一役がまず高倉健で、のちに渡辺謙で検討され、さらに長谷部警部役に仲代達矢、下沢ヒロ子役に若村麻由美が想定された。製作は東宝・松竹・東映でそれぞれ想定された。
- 渡された場面

新藤兼人による脚本が書かれた（監督は野村芳太郎を想定）。製作は松竹で想定された。
- 白い闇

井手雅人によるシナリオが書かれた。
- 草の陰刻

井手雅人の脚色によるシナリオが書かれた（タイトルは『裂けた記憶』）。
- たづたづし（2度目）

井手雅人脚本で映画化が検討され、霧プロダクション解散後は、古田求脚本・三村晴彦監督で検討、良子役を薬師丸ひろ子とするプランもあった。製作は松竹で想定された。
- 霧の会議

石堂淑朗による脚本が書かれた（監督は佐藤純彌を想定）。製作は日活で想定された。
- 疑惑（2度目）

テイラー・ハックフォード監督、キャッスル・ロック・エンターテインメント製作で構想され、弁護士役にヘレン・ミレン、被告役にジョディ・フォスターを想定、またアメリカでの映画タイトルは『Deep Water』と決められていた。